# Stjørdalsøl
Stjørdalsøl er en maltøl brygget efter gamle traditioner, og har sine rødder i området omkring Stjørdal i Trøndelag fylke i Norge. Stjørdalsøl brygges som hjemmebryg da det ikke brygges af bryggerier. Det er ganske almindeligt, særligt på gårde, og er ofte brugt som drikke til blandt andet julemad. Hans Rotmo har udgivet en sang om øllet, «Stjørdalsøl».

## Links
- Oppskrift på Stjørdalsøl Arkiveret 6. marts 2007 hos  Wayback Machine på tradisjoner.no
- Tekst for sangen Stjørdalsøl Arkiveret 28. september 2007 hos  Wayback Machine hos Rotmomusikken